# Teulat
Teulat est une commune française située dans le sud-ouest du département du Tarn, en région Occitanie. Sur le plan historique et culturel, la commune est dans le Lauragais, l'ancien « Pays de Cocagne », lié à la fois à la culture du pastel et à l’abondance des productions, et de « grenier à blé du Languedoc ».
Exposée à un climat océanique altéré, elle est drainée par le Girou, le Nadalou, la Balerme et par divers autres petits cours d'eau.
Teulat est une commune rurale qui compte 496 en 2022, après avoir connu une forte hausse de la population depuis 1975. Elle fait partie de l'aire d'attraction de Toulouse. Ses habitants sont appelés les Teulatois ou  Teulatoises.

## Géographie

### Localisation
Teulat est une commune située à l'est de Toulouse. Elle est située dans l'aire urbaine de Toulouse, sur le Girou, entre Castres et Toulouse. Elle est limitrophe du département de la Haute-Garonne.

### Communes limitrophes
Teulat est limitrophe de quatre autres communes dont deux dans le département de la Haute-Garonne.
Les communes limitrophes sont  Belcastel, Bourg-Saint-Bernard, Montcabrier et Verfeil.
| Verfeil (Haute-Garonne) |                                     | Belcastel   |
|                         | Teulat                              |             |
|                         | Bourg-Saint-Bernard (Haute-Garonne) | Montcabrier |

### Hydrographie
La commune est dans le bassin de la Garonne, au sein du bassin hydrographique Adour-Garonne. Elle est drainée par le Girou, le Nadalou, la Balerme, le ruisseau des Barthes et par divers petits cours d'eau, qui constituent un réseau hydrographique de 11 km de longueur totale,.
Le Girou, d'une longueur totale de 64,5 km, prend sa source dans la commune de Puylaurens et s'écoule du sud-est vers le nord-ouest. Il traverse la commune et se jette dans l'Hers-Mort à Saint-Jory, après avoir traversé 31 communes.
Le Nadalou, d'une longueur totale de 11,3 km, prend sa source dans la commune de Lacougotte-Cadoul et s'écoule d'est en ouest. Il traverse la commune et se jette dans Le Girou sur le territoire communal, après avoir traversé 8 communes.

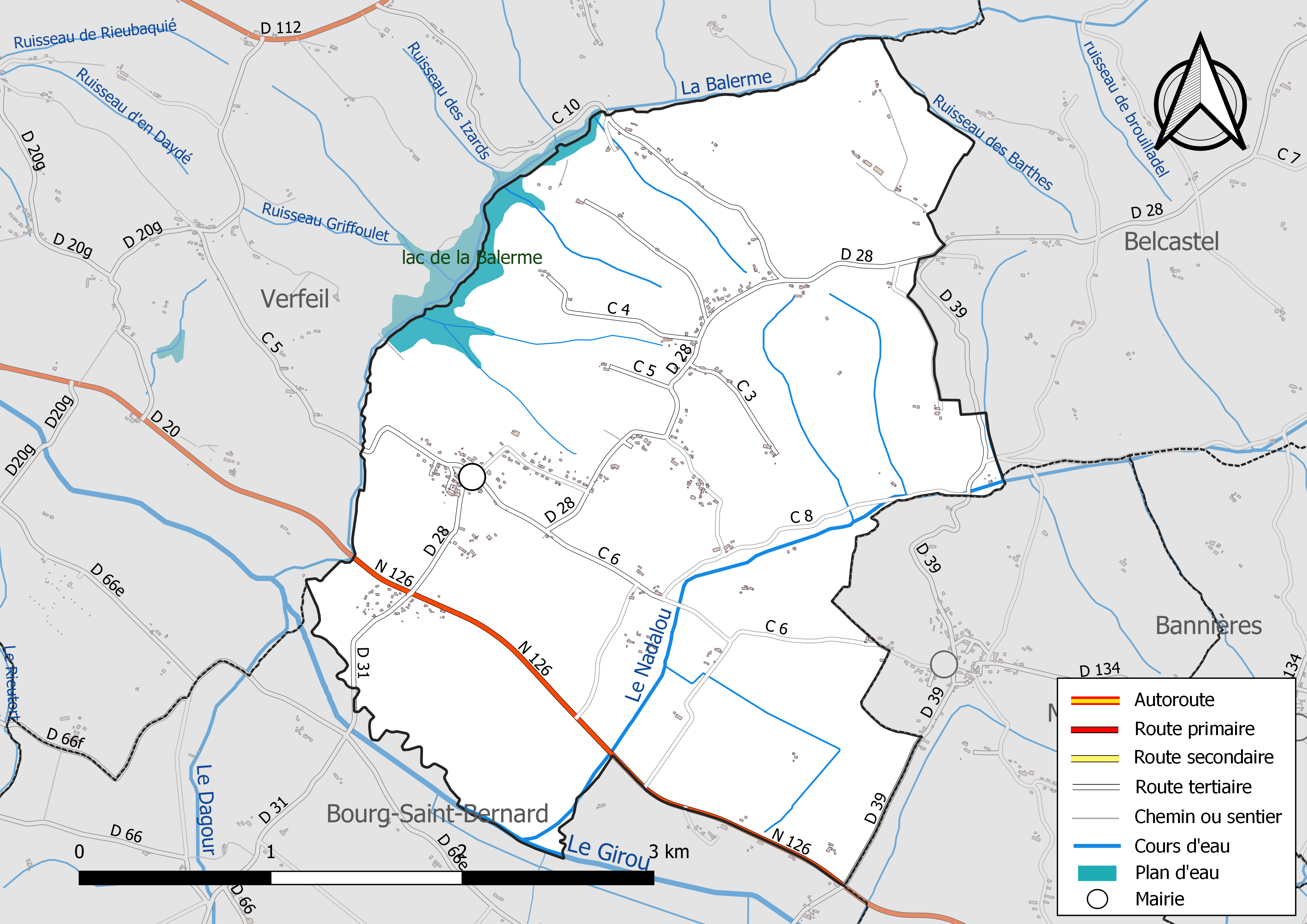
Réseaux hydrographique et routier de Teulat.

### Climat
Pour des articles plus généraux, voir Climat de l'Occitanie et Climat du Tarn.
En 2010, le climat de la commune est de type climat du Bassin du Sud-Ouest, selon une étude du Centre national de la recherche scientifique s'appuyant sur une série de données couvrant la période 1971-2000. En 2020, Météo-France publie une typologie des climats de la France métropolitaine dans laquelle la commune est exposée à un climat océanique altéré et est dans la région climatique Aquitaine, Gascogne, caractérisée par une pluviométrie abondante au printemps, modérée en automne, un faible ensoleillement au printemps, un été chaud (19,5 °C), des vents faibles, des brouillards fréquents en automne et en hiver et des orages fréquents en été (15 à 20 jours).
Pour la période 1971-2000, la température annuelle moyenne est de 12,9 °C, avec une amplitude thermique annuelle de 15,9 °C. Le cumul annuel moyen de précipitations est de 743 mm, avec 9,8 jours de précipitations en janvier et 5,3 jours en juillet. Pour la période 1991-2020, la température moyenne annuelle observée sur la station météorologique de Météo-France la plus proche, « Lavaur », sur la commune de Lavaur à 12 km à vol d'oiseau, est de 13,6 °C et le cumul annuel moyen de précipitations est de 701,8 mm. 
La température maximale relevée sur cette station est de 42,6 °C, atteinte le 23 août 2023 ; la température minimale est de −18 °C, atteinte le 17 janvier 1987,,.
Les paramètres climatiques de la commune ont été estimés pour le milieu du siècle (2041-2070) selon différents scénarios d'émission de gaz à effet de serre à partir des nouvelles projections climatiques de référence DRIAS-2020. Ils sont consultables sur un site dédié publié par Météo-France en novembre 2022.

### Milieux naturels et biodiversité
Aucun espace naturel présentant un intérêt patrimonial n'est recensé sur la commune dans l'inventaire national du patrimoine naturel,,.

## Urbanisme

### Typologie
Au 1er janvier 2024, Teulat est catégorisée commune rurale à habitat dispersé, selon la nouvelle grille communale de densité à sept niveaux définie par l'Insee en 2022.
Elle est située hors unité urbaine. Par ailleurs la commune fait partie de l'aire d'attraction de Toulouse, dont elle est une commune de la couronne,. Cette aire, qui regroupe 527 communes, est catégorisée dans les aires de 700 000 habitants ou plus (hors Paris),.

### Occupation des sols
L'occupation des sols de la commune, telle qu'elle ressort de la base de données européenne d’occupation biophysique des sols Corine Land Cover (CLC), est marquée par l'importance des territoires agricoles (91,1 % en 2018), en diminution par rapport à 1990 (98,4 %). La répartition détaillée en 2018 est la suivante : 
terres arables (91,1 %), zones urbanisées (7,1 %), eaux continentales (1,8 %). L'évolution de l’occupation des sols de la commune et de ses infrastructures peut être observée sur les différentes représentations cartographiques du territoire : la carte de Cassini (XVIIIe siècle), la carte d'état-major (1820-1866) et les cartes ou photos aériennes de l'IGN pour la période actuelle (1950 à aujourd'hui).

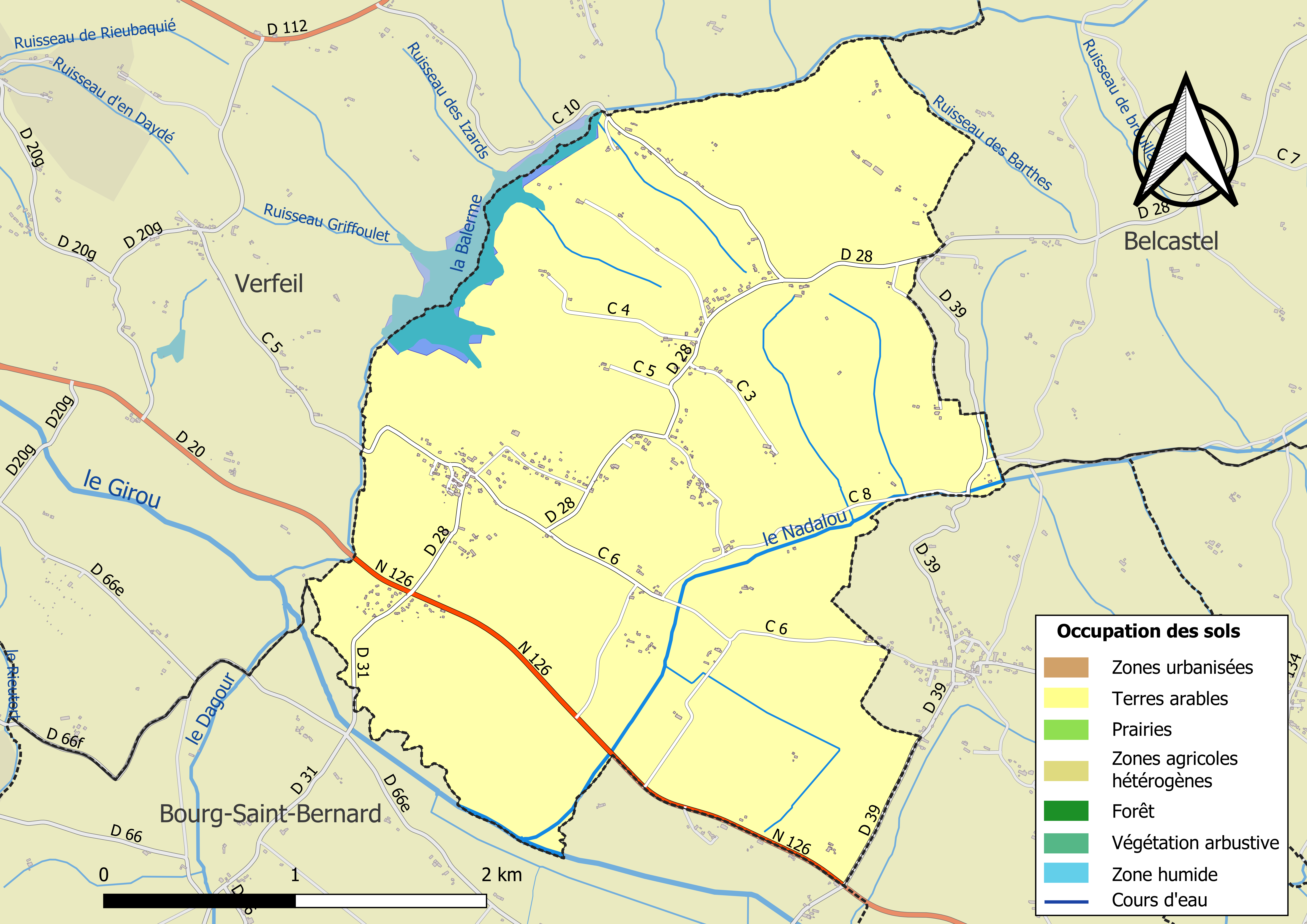
Carte des infrastructures et de l'occupation des sols de la commune en 2018 (CLC).

### Planification de l'aménagement
Teulat s'est doté d'un Plan Local d'Urbanisme dès 2015

### Projets d'aménagement
Deux nouveaux lotissements sont en construction, à proximité du bourg :
- "Les hauts de cocagne"
- "Terre de Pastel"

### Risques majeurs
Le territoire de la commune de Teulat est vulnérable à différents aléas naturels : météorologiques (tempête, orage, neige, grand froid, canicule ou sécheresse), inondations, mouvements de terrains et séisme (sismicité très faible). Il est également exposé à un risque technologique, le transport de matières dangereuses. Un site publié par le BRGM permet d'évaluer simplement et rapidement les risques d'un bien localisé soit par son adresse soit par le numéro de sa parcelle.

#### Risques naturels
Certaines parties du territoire communal sont susceptibles d’être affectées par le risque d’inondation par débordement de cours d'eau, notamment le Girou et le Nadalou. La cartographie des zones inondables en ex-Midi-Pyrénées réalisée dans le cadre du XIe Contrat de plan État-région, visant à informer les citoyens et les décideurs sur le risque d’inondation, est accessible sur le site de la DREAL Occitanie. La commune a été reconnue en état de catastrophe naturelle au titre des dommages causés par les inondations et coulées de boue survenues en 1982,.
Teulat est exposée au risque de feu de forêt. En 2022, il n'existe pas de Plan de Prévention des Risques incendie de forêt (PPRif). Le débroussaillement aux abords des maisons constitue l’une des meilleures protections pour les particuliers contre le feu,.

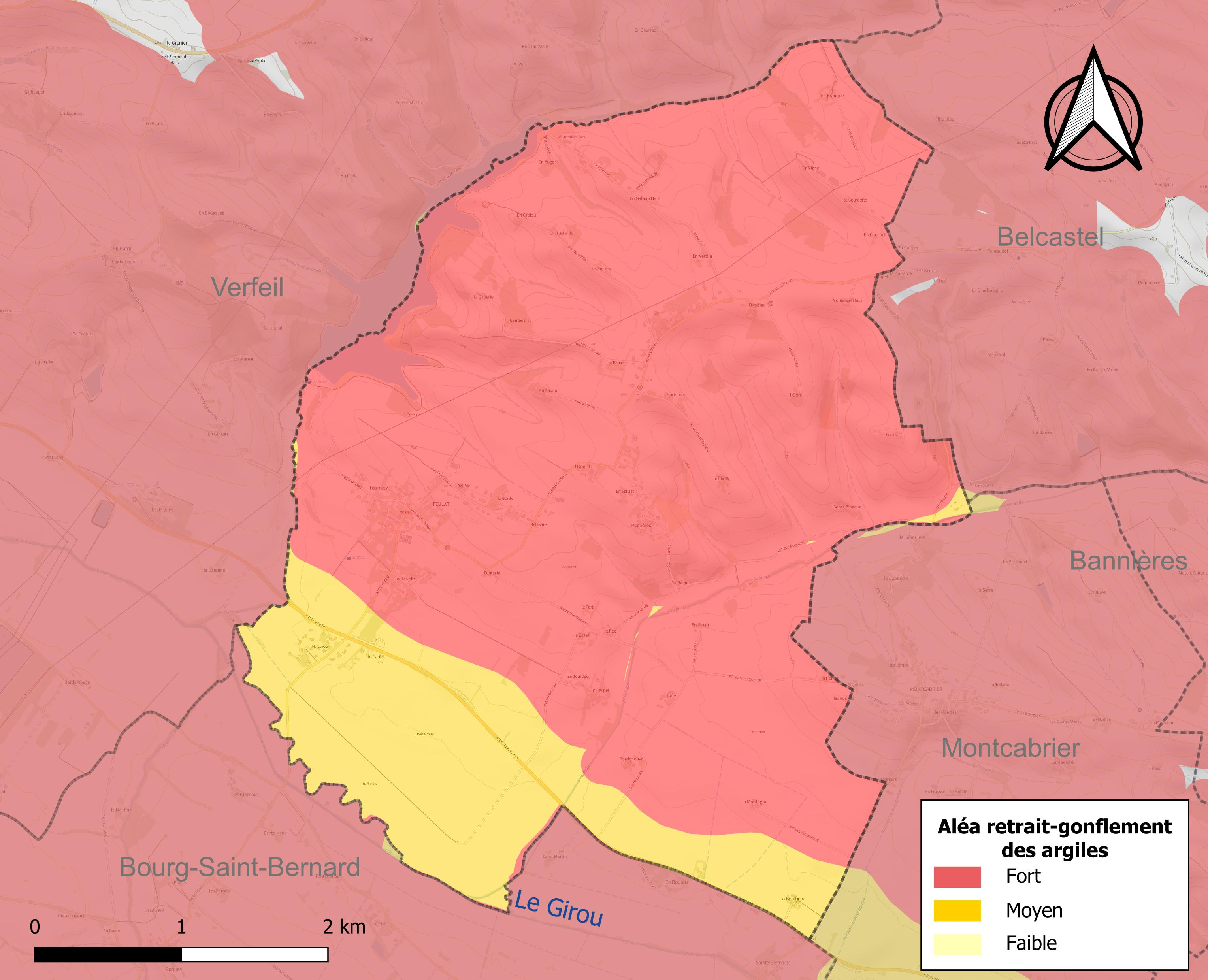
Carte des zones d'aléa retrait-gonflement des sols argileux de Teulat.

La commune est vulnérable au risque de mouvements de terrains constitué principalement du retrait-gonflement des sols argileux. Cet aléa est susceptible d'engendrer des dommages importants aux bâtiments en cas d’alternance de périodes de sécheresse et de pluie. La totalité de la commune est en aléa moyen ou fort (76,3 % au niveau départemental et 48,5 % au niveau national). Sur les 204 bâtiments dénombrés sur la commune en 2019, 204 sont en aléa moyen ou fort, soit 100 %, à comparer aux 90 % au niveau départemental et 54 % au niveau national. Une cartographie de l'exposition du territoire national au retrait gonflement des sols argileux est disponible sur le site du BRGM,.
Par ailleurs, afin de mieux appréhender le risque d’affaissement de terrain, l'inventaire national des cavités souterraines permet de localiser celles situées sur la commune.

#### Risques technologiques
Le risque de transport de matières dangereuses sur la commune est lié à sa traversée par des infrastructures routières ou ferroviaires importantes ou la présence d'une canalisation de transport d'hydrocarbures. Un accident se produisant sur de telles infrastructures est susceptible d’avoir des effets graves sur les biens, les personnes ou l'environnement, selon la nature du matériau transporté. Des dispositions d’urbanisme peuvent être préconisées en conséquence.

## Histoire
Après la Révolution française de 1789, plusieurs péripéties ont marqué l'histoire de la création de la commune de Teulat.
En l'an X (1802), il est créé 3 communes correspondant aux paroisses :
- Commune de Taulat, département de la Haute-Garonne (ancienne communauté de la paroisse de Saint-Martin-de-la-Rivière, paroisse annexe du Bourg-Saint-Bernard rattachée au diocèse de Toulouse) ;
- Commune de Pugnères, département du Tarn (ancienne communauté de la paroisse de Saint-Loup-de-Pugnères, paroisse annexe de Belcastel rattachée au diocèse de Lavaur) ;
- Commune de Montaucel, département du Tarn (ancienne communauté de la paroisse de Notre-Dame-de-Montaucel, paroisse annexe de Belcastel rattachée au diocèse de Lavaur).

En l'an XI, l'arrêté consulaire du 4 thermidor (23 juillet 1803) transfère Taulat dans le département du Tarn. Taulat et Pugnères seront alors fusionnées sous le nom de Teulat.
En 1825, une ordonnance du 1er septembre fusionne les communes de Teulat et Montaucel sous le nom de Teulat, canton de Lavaur, département du Tarn. Ce sera sa forme définitive.

## Héraldique
| Blason de Teulat | Blason  | Deux écus accolés: - 1) Échiqueté d'argent et de sinople (Saint Martin La Rivière). - 2) De sinople au chevron d'or (Montaucel) |
| Blason de Teulat | Détails | Le statut officiel du blason reste à déterminer.                                                                                |

## Politique et administration

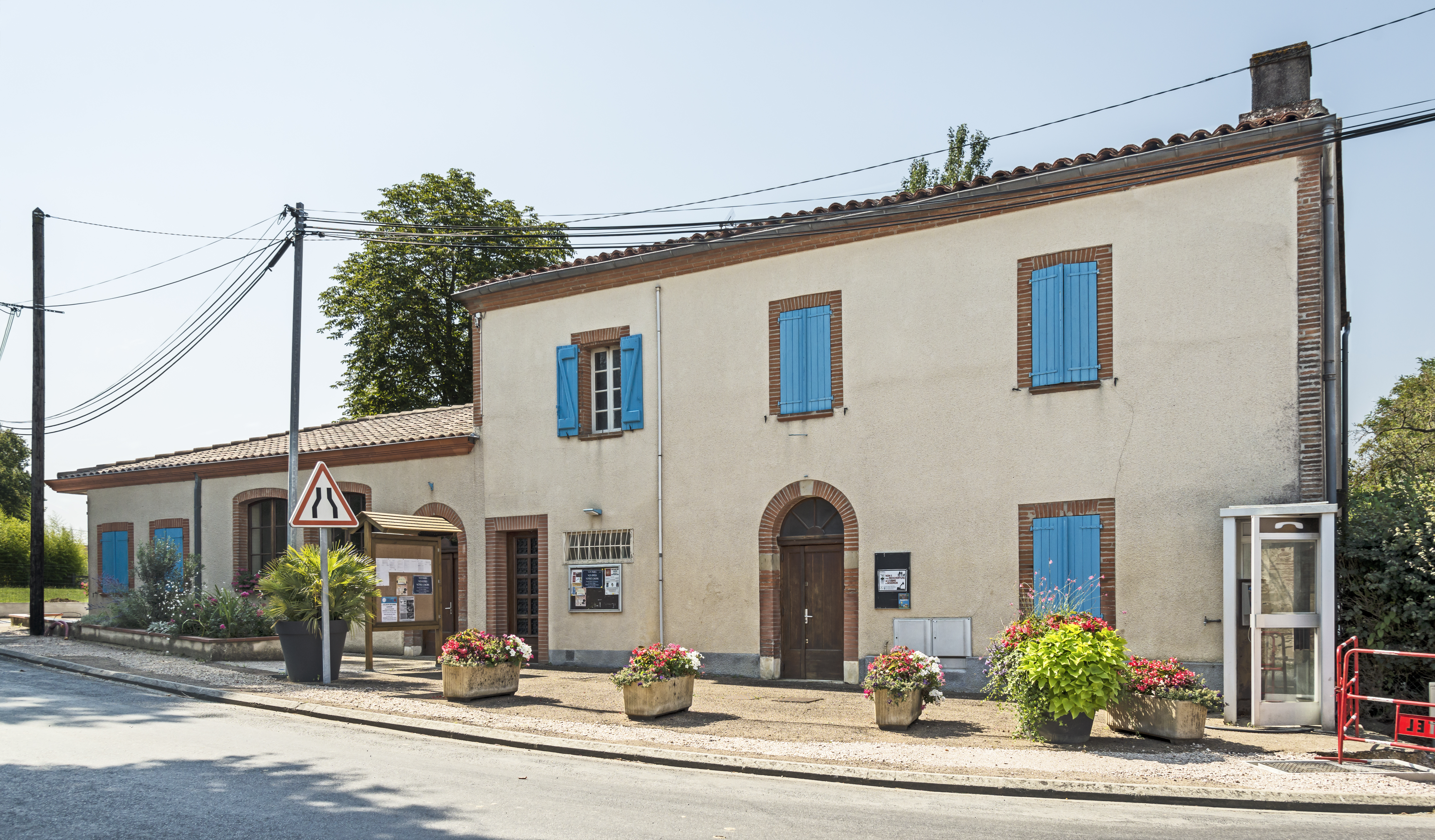
La façade de la mairie

### Administration municipale
Le nombre d'habitants au recensement de 2011 étant compris entre 100 et 499, le nombre de membres du conseil municipal pour l'élection de 2014 est de onze,.

### Rattachements administratifs et électoraux
Teulat est membre de la communauté de communes Tarn et Agout, et fait partie du canton de Lavaur Cocagne (avant le redécoupage départemental de 2014, Teulat faisait partie de l'ex-canton de Lavaur).

### Liste des maires
| Période                                  | Période        | Identité       | Étiquette | Qualité |
| ---------------------------------------- | -------------- | -------------- | --------- | ------- |
| Mars 2001                                | 2008           | Bernard Guyot  |           |         |
| Mars 2008                                | 2014           | Patrice Chouzy |           |         |
| 2014                                     | réélue en 2020 | Sabine Mousson |           |         |
| Les données manquantes sont à compléter. |                |                |           |         |

## Population et société

### Démographie
L'évolution du nombre d'habitants est connue à travers les recensements de la population effectués dans la commune depuis 1800. Pour les communes de moins de 10 000 habitants, une enquête de recensement portant sur toute la population est réalisée tous les cinq ans, les populations de référence des années intermédiaires étant quant à elles estimées par interpolation ou extrapolation. Pour la commune, le premier recensement exhaustif entrant dans le cadre du nouveau dispositif a été réalisé en 2005.

En 2022, la commune comptait 483 habitants, en évolution de −2,23 % par rapport à 2016 (Tarn : +2,52 %, France hors Mayotte : +2,11 %).
| 1800 | 1806 | 1821 | 1831 | 1836 | 1841 | 1846 | 1851 | 1856 |
| ---- | ---- | ---- | ---- | ---- | ---- | ---- | ---- | ---- |
| 406  | 484  | 477  | 556  | 558  | 535  | 523  | 537  | 558  |

| 1861 | 1866 | 1872 | 1876 | 1881 | 1886 | 1891 | 1896 | 1901 |
| ---- | ---- | ---- | ---- | ---- | ---- | ---- | ---- | ---- |
| 510  | 516  | 510  | 524  | 512  | 469  | 441  | 416  | 413  |

| 1906 | 1911 | 1921 | 1926 | 1931 | 1936 | 1946 | 1954 | 1962 |
| ---- | ---- | ---- | ---- | ---- | ---- | ---- | ---- | ---- |
| 380  | 371  | 282  | 309  | 303  | 327  | 302  | 282  | 235  |

| 1968 | 1975 | 1982 | 1990 | 1999 | 2005 | 2006 | 2010 | 2015 |
| ---- | ---- | ---- | ---- | ---- | ---- | ---- | ---- | ---- |
| 233  | 222  | 239  | 298  | 399  | 429  | 437  | 484  | 483  |

| 2020 | 2022 | - | - | - | - | - | - | - |
| ---- | ---- | - | - | - | - | - | - | - |
| 476  | 483  | - | - | - | - | - | - | - |

| selon la population municipale des années : | 1968 | 1975 | 1982 | 1990 | 1999 | 2006 | 2009 | 2013 |
| Rang de la commune dans le département      | 194  | 184  | 205  | 165  | 123  | 136  | 131  | 128  |
| Nombre de communes du département           | 326  | 324  | 324  | 324  | 324  | 323  | 323  | 323  |

### Enseignement
Le village fait partie de l'académie de Toulouse et compte une école, l'école des Tournesols, allant des classes de maternelles au CM2.

### Culture et festivités
- Fête du village organisée par l'association "Teuf Teuf Teulat", début juillet[39]

### Activités sportives
- Club de danse Country "Danse Country Teulat"
- Pêche au lac de la Balerme[40]
- Randonnée pédestre et VTT à partir et autour du lac de la Balerme

## Économie

### Revenus
En 2018, la commune compte 185 ménages fiscaux, regroupant 488 personnes. La médiane du revenu disponible par unité de consommation est de 25 890 € (20 400 € dans le département).

### Emploi
|                | 2008  | 2013  | 2018  |
| -------------- | ----- | ----- | ----- |
| Commune        | 5,3 % | 6,2 % | 5,8 % |
| Département    | 8,2 % | 9,9 % | 10 %  |
| France entière | 8,3 % | 10 %  | 10 %  |

En 2018, la population âgée de 15 à 64 ans s'élève à 337 personnes, parmi lesquelles on compte 78,4 % d'actifs (72,6 % ayant un emploi et 5,8 % de chômeurs) et 21,6 % d'inactifs,. Depuis 2008, le taux de chômage communal (au sens du recensement) des 15-64 ans est inférieur à celui de la France et du département.
La commune fait partie de la couronne de l'aire d'attraction de Toulouse, du fait qu'au moins 15 % des actifs travaillent dans le pôle,. Elle compte 38 emplois en 2018, contre 36 en 2013 et 43 en 2008. Le nombre d'actifs ayant un emploi résidant dans la commune est de 248, soit un indicateur de concentration d'emploi de 15,3 % et un taux d'activité parmi les 15 ans ou plus de 65,3 %.
Sur ces 248 actifs de 15 ans ou plus ayant un emploi, 25 travaillent dans la commune, soit 10 % des habitants. Pour se rendre au travail, 90 % des habitants utilisent un véhicule personnel ou de fonction à quatre roues, 3,3 % les transports en commun, 1,2 % s'y rendent en deux-roues, à vélo ou à pied et 5,4 % n'ont pas besoin de transport (travail au domicile).

### Activités hors agriculture
45 établissements sont implantés  à Teulat au 31 décembre 2019. Le tableau ci-dessous en détaille le nombre par secteur d'activité et compare les ratios avec ceux du département,.
| Secteur d'activité                                                                                        | Commune | Commune | Département |
| Secteur d'activité                                                                                        | Nombre  | %       | %           |
| --- | ------- | ------- | ----------- |
| Ensemble                                                                                                  | 45      | 100 %   | (100 %)     |
| Industrie manufacturière, industries extractives et autres                                                | 1       | 2,2 %   | (13 %)      |
| Construction                                                                                              | 10      | 22,2 %  | (12,5 %)    |
| Commerce de gros et de détail, transports, hébergement et restauration                                    | 6       | 13,3 %  | (26,7 %)    |
| Information et communication                                                                              | 2       | 4,4 %   | (2,1 %)     |
| Activités financières et d'assurance                                                                      | 2       | 4,4 %   | (3,3 %)     |
| Activités immobilières                                                                                    | 2       | 4,4 %   | (4,2 %)     |
| Activités spécialisées, scientifiques et techniques et activités de services administratifs et de soutien | 10      | 22,2 %  | (13,8 %)    |
| Administration publique, enseignement, santé humaine et action sociale                                    | 6       | 13,3 %  | (15,5 %)    |
| Autres activités de services                                                                              | 6       | 13,3 %  | (9 %)       |

Le secteur des activités spécialisées, scientifiques et techniques et des activités de services administratifs et de soutien est prépondérant sur la commune puisqu'il représente 22,2 % du nombre total d'établissements de la commune (10 sur les 45 entreprises implantées  à Teulat), contre 13,8 % au niveau départemental.

### Agriculture
La commune est dans le Lauragais tarnais, une petite région agricole située dans le sud-ouest du département du Tarn. En 2020, l'orientation technico-économique de l'agriculture  sur la commune est la culture de céréales et/ou d'oléoprotéagineuses.
|               | 1988 | 2000 | 2010 | 2020 |
| ------------- | ---- | ---- | ---- | ---- |
| Exploitations | 22   | 12   | 9    | 12   |
| SAU (ha)      | 774  | 621  | 540  | 774  |

Le nombre d'exploitations agricoles en activité et ayant leur siège dans la commune est passé de 22 lors du recensement agricole de 1988  à 12 en 2000 puis à 9 en 2010 et enfin à 12 en 2020, soit une baisse de 45 % en 32 ans. Le même mouvement est observé à l'échelle du département qui a perdu pendant cette période 58 % de ses exploitations,. La surface agricole utilisée sur la commune est restée relativement stable, passant de 774 ha en 1988 à 774 ha en 2020. Parallèlement la surface agricole utilisée moyenne par exploitation a augmenté, passant de 35 à 65 ha.

## Culture locale et patrimoine

### Lieux et monuments
- Église Saint-Loup de Pugnères. L'édifice est référencé dans la base Mérimée et à l'Inventaire général Région Occitanie[45].
- La chapelle Saint-Martin de Teulat[46]. Édifiée en 1846 pour pallier la démolition de l’église de Saint-Martin de la rivière à deux kilomètres de là et détruite en 1794. Le clocher-mur date de 1888 réalisé grâce à une souscription, les donateurs sont remerciés sur une plaque de fonte sur la côté gauche du clocher.
- Le lac de La Balerme. Barrage mis en service en 1992[47], sur le lit d'une rivière, il sert initialement à l'irrigation des cultures. C'est également un lieu touristique où il se pratique la randonnée et la marche nordique. On y trouve aussi de nombreux animaux et plusieurs sortes de grenouille et poissons.

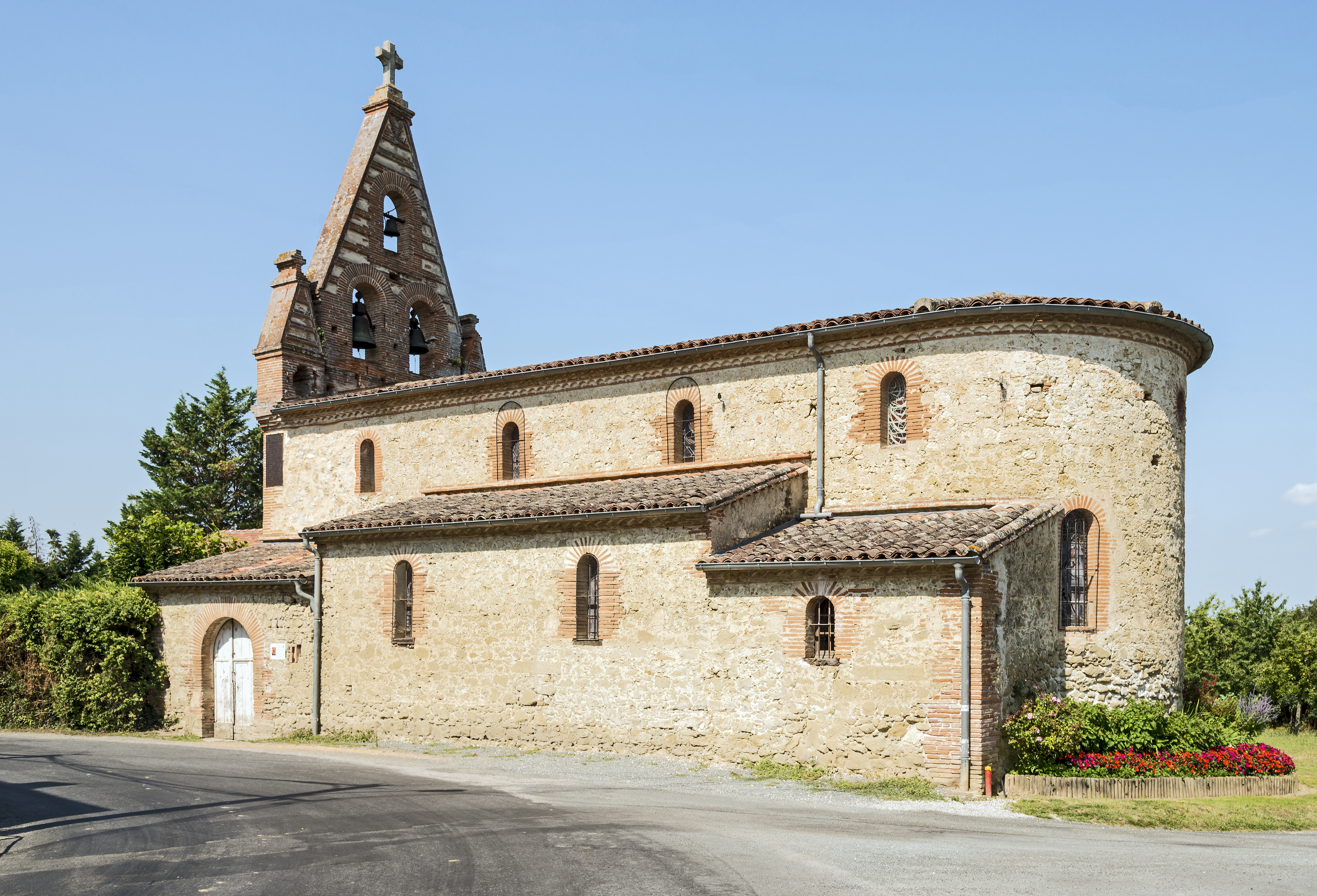
La chapelle Saint-Martin
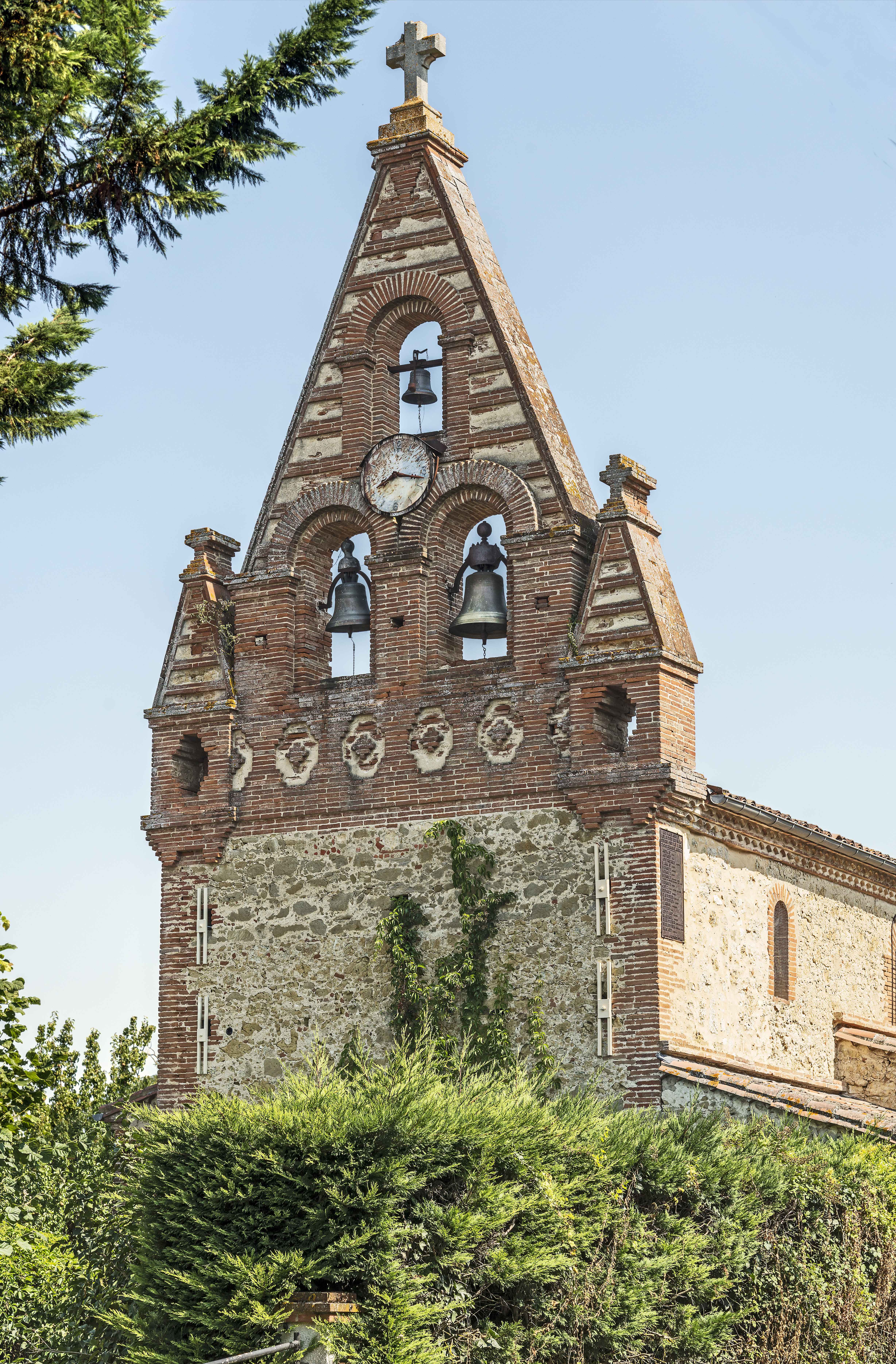
Le clocher-mur
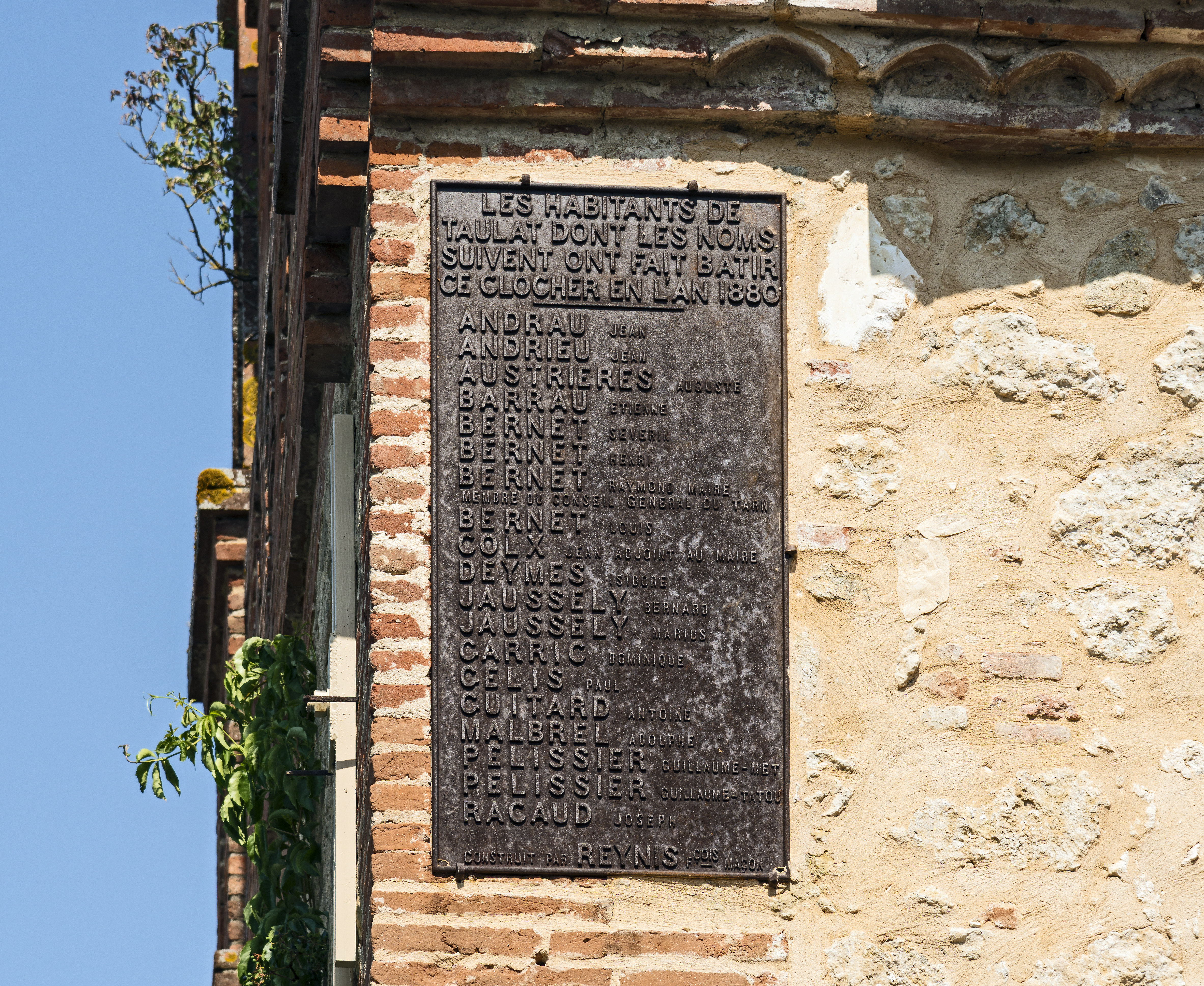
La liste des donateurs du clocher

### Personnalités liées à la commune
- l'Abbé Liévin Thésin, résistant et espion belge de la Première Guerre mondiale, s'exile en France sous le nom de Joseph Dubois de Saint Léger pour échapper à la vindicte allemande lors du second conflit. Il est le curé de la paroisse de Pugnères de 1940 à 1944[48].

## Pour approfondir